# Morast skans

Morast skans var en försvarsanläggning, ursprungligen byggd 1644, söder om Vrångsälven vid nuvarande Charlottenberg i västra Värmland. Skansområdet har använts till försvar mot anfall från Norge in på 1900-talet, men är nu en del av Naturreservatet Tallmon, och förvaltas av Eda kommun.

## Historik
Landsvägen mellan Karlstad och norska Kongsvinger, i Sverige nuvarande riksväg 61, har vid orostider mellan Sverige och Norge försetts med tillfälliga försvarsanläggningar både på svenska och norska sidan av gränsen. I samband med upprustning och befarade oroligheter i början av Hannibalsfejden uppfördes en försvarsanläggning på vintern 1644, söder om Morast bro över Vrångsälven vid byn Morast, och som förste kommendant utsågs Ivar Bagge.

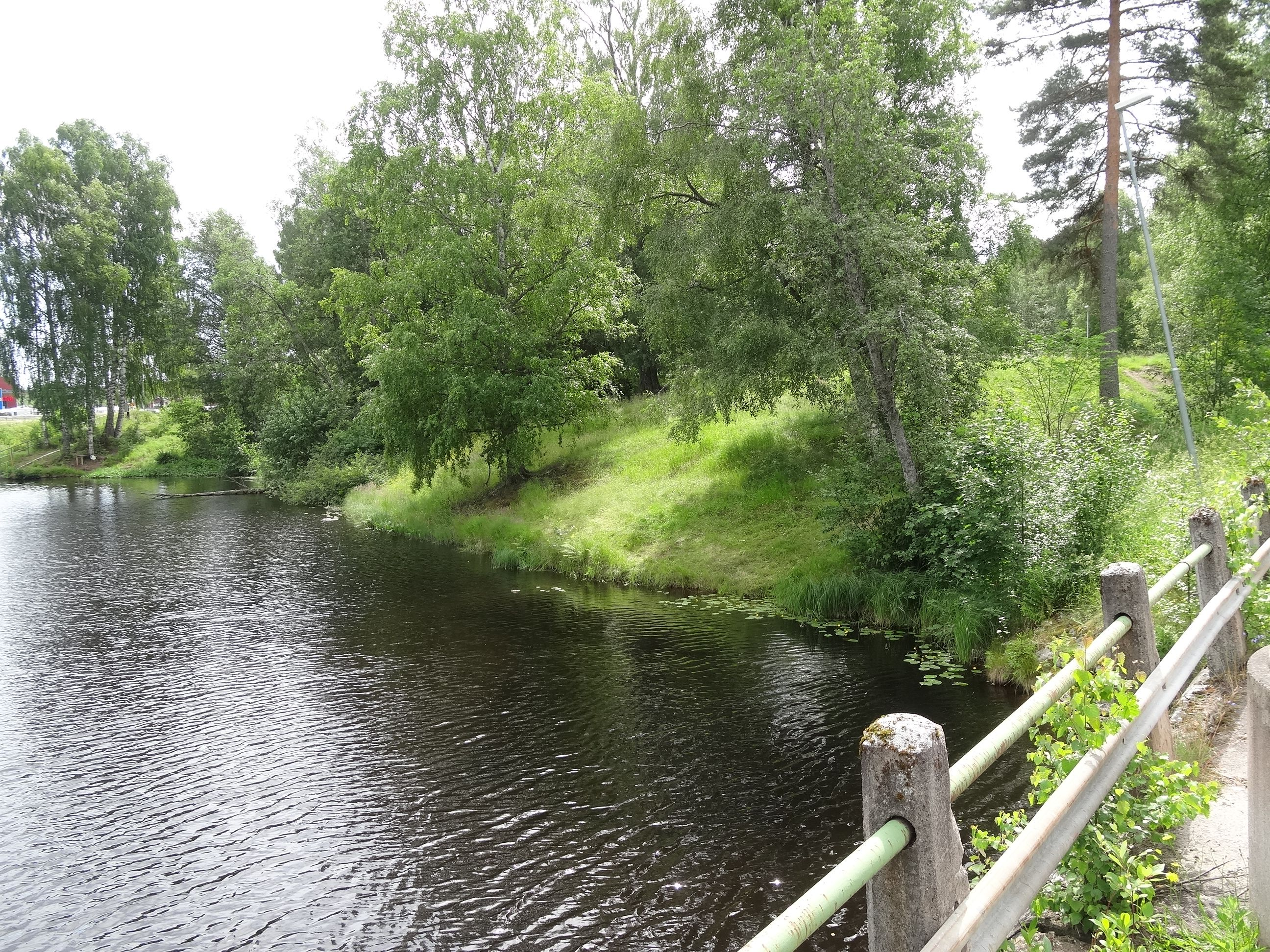
Försvarsvall från gamla Morast skans på södra stranden av Vrångsälven vid Charlottenberg.

Anläggningen var cirka 80x200 meter i öst-västlig riktning och omslöt vägen till Vinger, nuvarande Kongsvinger, i Norge. Fram till hösten fortsatte utbyggnaden av skansen, så att den var "väl befästad med blockhus, vallar och rundlar". Anläggningen var omgiven av en pallisad, på vissa ställen i dubbla rader, och troligen fanns också kanoner "två trepundiga stycken med 100 lod". Som ny kommendant utsågs Per Bondesson, och manskapet bestod av uppbådade bönder. Under 1644 samlades allt större truppstyrkor på den norska sidan och i november anföll ståthållaren i Norge, Hannibal Sehested, in i Värmland med 4 480 man och 18 kanoner. Den 18 november intogs Morast skans av norrmännen utan förluster av soldater på någondera sidan. Kommendanten och besättningen togs till fånga. Därefter stannade den norska armén vid skansen till i mitten av december.
De svenska myndigheterna var överraskade av den stora norska styrkan, men ansåg att skansen hade kunnat hållas om man verkligen stridit, och inte bara kastat bort sina vapen.
| ”                                                                                            | Den förrädaren Peder Bondesson har anammat en osägerlig penning af bönderna och lovat att lega karlar för till besättning i skansen, det han dock icke gjorde. Däraf blef skansen förblottad på folk och gav sig i fiendens händer. | „ |
| – Melchior Falkenberg i skrivelse till generalmajor Lars Kagg. Karlstad den 25 januari 1645. | |   |

På dansk sida livade nyheten om erövringen av Morast skans upp stämningen i Sydsverige och Danmark, där svenska trupper hade anfallit. Den 17 december bröt den norska armén upp från Morast skans och gick söderut mot Eda kyrka, och det kommande slaget på Bysjöns is. 
Efter att svenska förstärkningar hade marscherat till Värmland vintern 1644-1645 kunde Sehested trängas tillbaka, och i mars 1645 kunde svenska trupper under befäl av överste Welam Philip börja belägra Morast skans. Först slog svenskarna läger vid Ragnhildsrud på östra stranden av sjön Hugn, och därifrån sändes en avdelning som skulle försöka erövra skansen genom överrumpling. Anfallet utfördes den 10 mars och misslyckdes, med fem dödade och sexton sårade svenska soldater som följd. Den nya taktiken blev att istället försöka blockera skansen. Generalmajor Gustav Otto Stenbock, ny chef över de svenska trupperna i Värmland, beordrade i april en avdelning av Södermanlands regemente att försöka erövra Järpsäter skans på norska sidan, vilket de lyckades med efter hårda strider. Den 40 man starka norska besättningen blev till största delen nedhuggen av svenskarna, och Järpsäter skans sprängdes därefter i luften. Besättningen på Morast skans var därmed inringad.

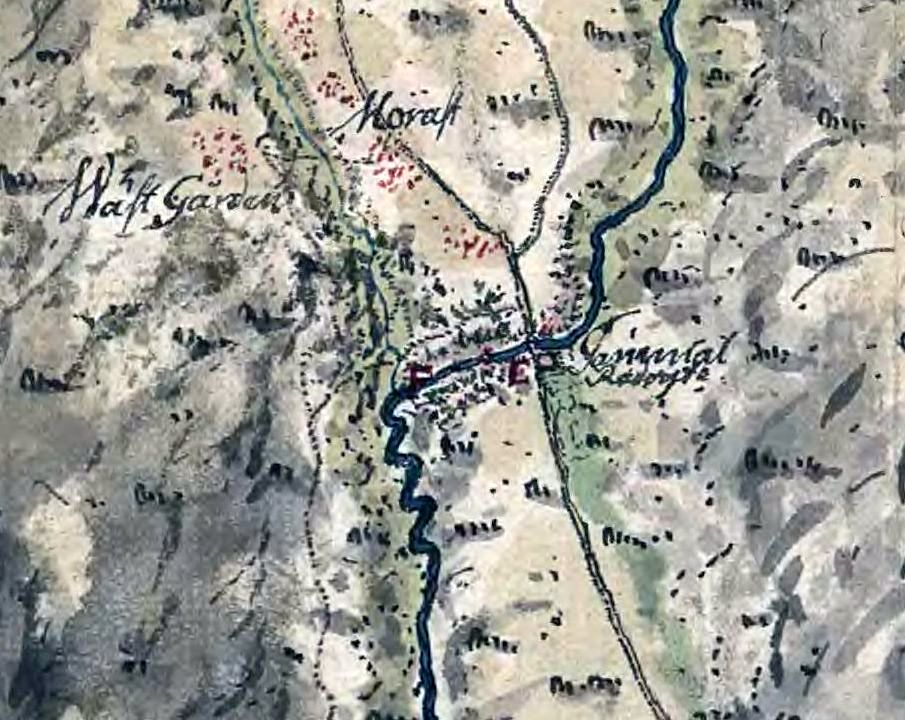
Detalj från 1700-talskarta, som visar försvarsanläggningarna vid Morast bro. E) Gammal redoute. F) Beqvämt, stort och Grundt wad.

Generalmajor Stenbock kom själv till Morast för att leda den fortsatta belägringen. På pingstafton den 24 maj gav den norska besättningen upp, mot löfte om fritt avtåg utan vapen. Kommendanten, den skotske officeren Lion, ställdes inför krigsrätt och dömdes till döden, men benådades av Sehested.
Den snabba erövringen av skansen i november 1644 visade att den var placerad för nära norska gränsen, och behövde ha en stark och kostnadskrävande garnison på plats både i krigs- och fredstid för att inte erövras vid ett överraskande anfall. När nästa krig bröt ut 1657 flyttades försvaret till nybyggda Eda skans längre söderut, som därefter blev huvudanläggning. Morast skans användes senare bara som förpostställning.

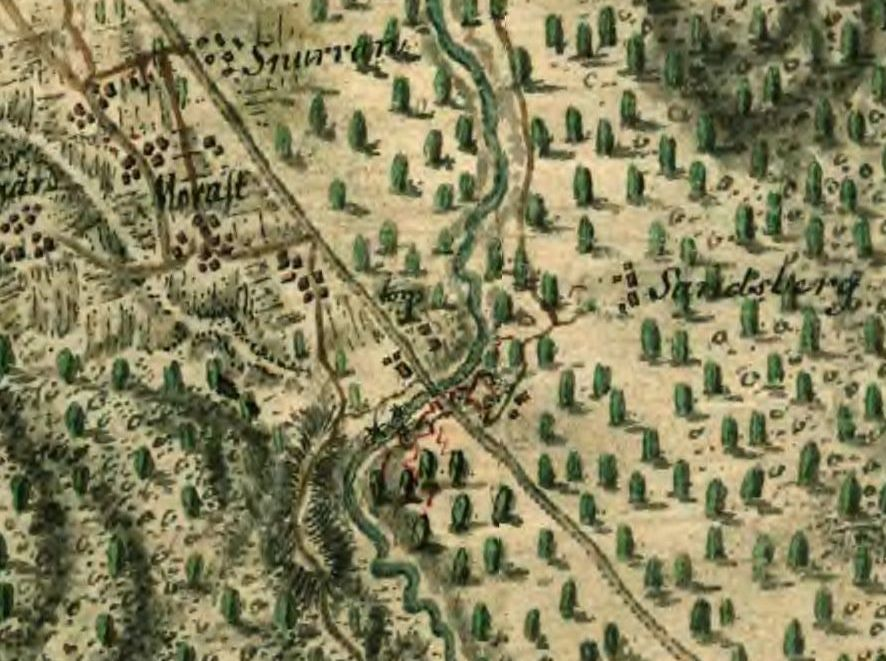
Detalj av gränskarta från 1772, som visar försvarsanläggningarna vid Morast Bro.

Under Gyldenløvefejden hade skansen troligen förfallit, och den föll i norska händer 1679, då den lilla garnisonen på 30 man inte kunde försvara skansen. Anläggningen återlämnades efter freden samma år. I samband med slutfasen av stora nordiska kriget år 1716, föll skansen i händerna på en mindre norsk styrka, som kort därefter lämnade den.

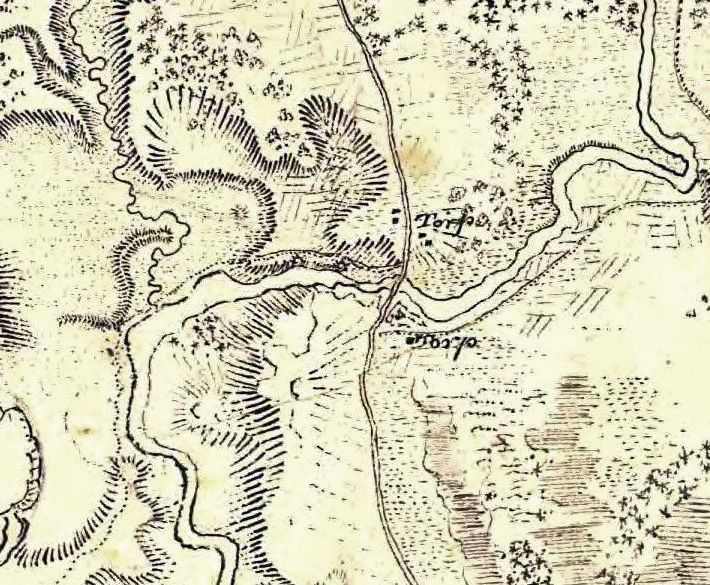
Detalj från karta över vägen mellan Eda skans och norska gränsen, visande försvarsanläggningarna vid Morast bro år 1814.

När Danmark förklarade Sverige krig 1788, det så kallade Teaterkriget, rustades skansen. Det byggdes kanonbatterier och löpgravar och 75 soldater förlades dit. Under kriget mot Danmark 1808-1809 var Morast skans operationsbas för en framskjuten svensk brigad som förberedde anfall in i Norge. Innan kriget var slut hade skansen ännu en gång erövrats av norska soldater, i juli 1809. När de efter en kort period drog sig tillbaka brydde de sig inte om att rasera skansen, vilket var ett tecken på att den i sitt dåvarande skick ansågs som oduglig.
Vid unionsupplösningen 1905 mobiliserades trupper på båda sidor om gränsen, och fältbefästningar anlades. En av de många "forten" - som alla försågs med en besättning upp till ett kompanis storlek och döptes efter den befälhavande officeren - anlades på platsen för Morast skans, och benämndes "Fort Gadd". Enligt texten på minnesstenen vid Morast förekom ågärder i försvarssyfte inom skansområdet så sent som 1940.
Kommunfullmäktige i Eda kommun beslutade 2010 och 2011 att inrätta naturreservatet Tallmon väster om Charlottenberg, där de kvarvarande lämningarna av Morast skans ingår på en yta av cirka 80x80 meter. I nordvästra delen av naturreservatet ingår också lämningarna av Nolby skans, som precis som Fort Gadd är skyttevärn från tiden för unionsupplösningen.